# Белжецкий, Ян
Ян Белжецкий (пол. Jan Bełżecki; ? — между 26 февраля и 30 июля 1642) — польский шляхтич, военный и политический деятель Речи Посполитой.

## Биография
Представитель польского шляхетского рода Белжецких герба «Ястршембец». Сын Анджея Белжецкого и его жены Софии Слупецкой, дочери каштеляна люблинского Станислава Слупецкого.
В 1589 году отец отступил Белжец своим детям Яну и Катажине за 5 600 флоринов.
В юности был умелым воином, затем стал придворным короля. В 1584 году стал конюшим перемышльским, в 1590 году ловичм белзским, этот пост и принадлежащее ему село Дмитриев в 1593 году уступил в пользу Станислава Лаща. В 1589 году участвовал во встрече и переговорах короля Сигизмунда ІІІ Вазы и его отца — шведского короля Юхана ІІІ в Ревеле (Таллин), находился (один из немногих) до конца переговоров, подписал данную Сигизмунду ІІІ Вазы. Как верный поклонник Яна Замойского Ян Белжецкий прибыл от него со сведениями о турецкой опасности на совет Сената перед весенним сеймом 1590 года, сыграл значительную роль в его политике. В 1621 году Ян Белжецкий стал подкоморием галицким, с 1631 года каштеляном галицким, с 1635 года — староста белзский. В 1636 году получил разрешение короля на передачу белзского староства своему старшему сыну Александру. В 1633—1634 годах сражался против Абазы-баши с собственным отрядом кавалерии в 100 лошадей . Как королевский ротмистр отличился: во время осады Смоленска 1611 вместе с мальтийским кавалером Бартоломеем Новодворским подложили мины, благодаря которым был взорван замок.
В 1615 году Ян Белжецкий участвовал в съезде шляхты возле Галича, был избран поветовым ротмистром. В 1620 году был избран в состав военного совета при короле. В 1630 (или 1632) году был маршалком Коронного трибунала. На коронационном сейме 1633 года был избран в комиссию по пограничному разграничению с Венгрией в Силезии. На сеймах 1640 и 1642 годов он был назначен комиссаром по оплате войску. В 1637 году от шляхтича Цешанувского приобрел часть Цешанува, деревни: Хотилюб, Рыжая, Подымщина, Новое Село, Ловче, Вулька Ловецкая.
Патрон монастыря доминиканцев в Мурафе.
Ян Белжецкий скончался между 26 февраля и 30 июля 1642 года.

## Семья
Первая жена — Зофия Цешановская (пол. Zofia Cieszanowska, по Касперу Несетскому, Зофия Зарчинская — дочь мальборкского старосты), дети:
- Александр Станислав — подольский воевода, староста шидловецкий[5]
- Эварист Ян — староста вышгрудский
- Теодор Анджей — наследник Мариямполя
- Бонавентура Констанций — сын первой жены, стольник галицкий[7], зять старосты ширецкого Франтишека Бернарда Мнишека[8]
- дочь (имя неизвестное) — жена галицкого подкомория Куропатвы.

Второй брак имел с Ядвигой Язловецкой (дочь гетмана великого коронного Ежи Язловецкого). Дочь — Ядвига, жена киевского воеводы графа Януша Тышкевича-Логойского, не пережила мать.